# Carola Häggkvist

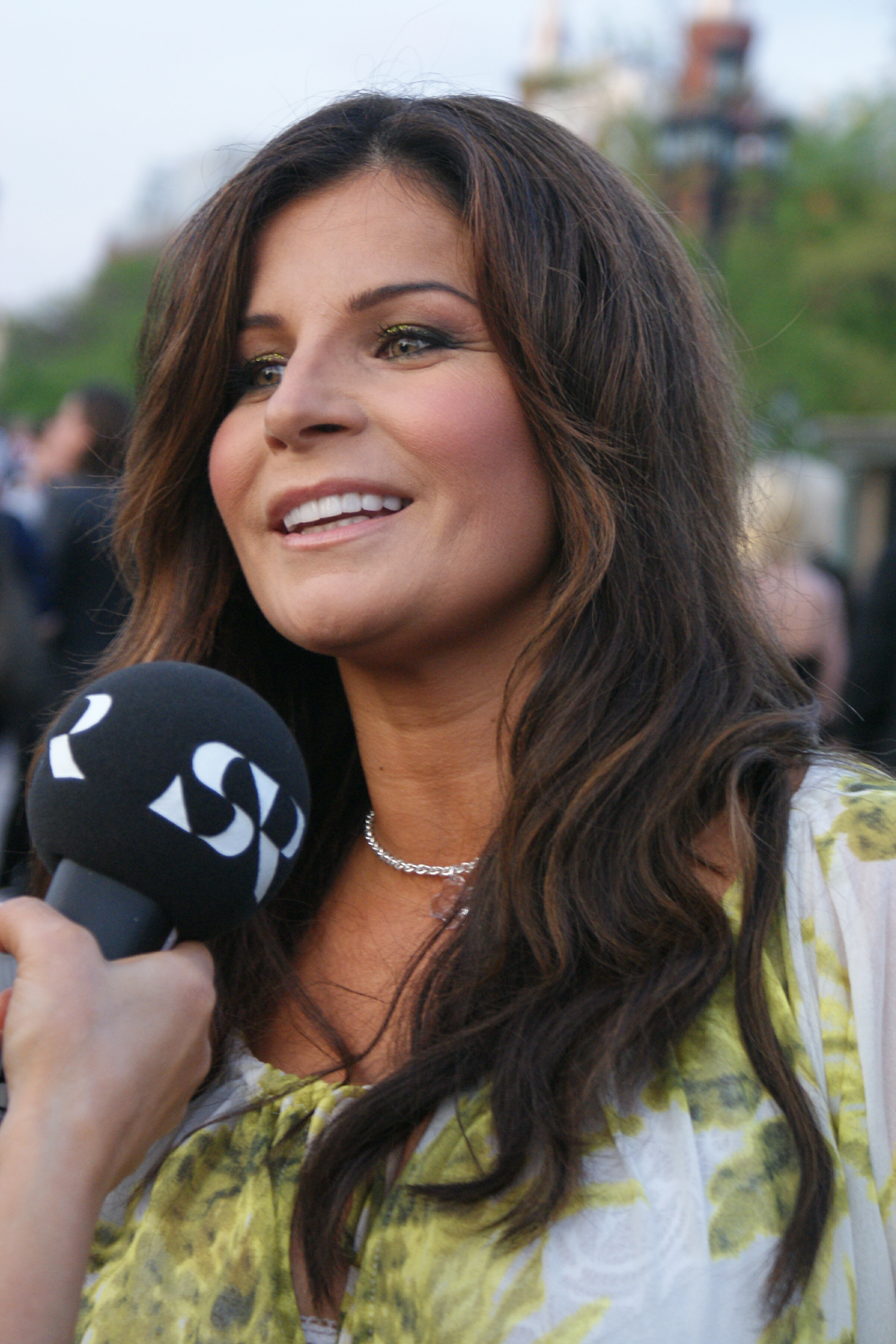
Carola, 2009

Carola Maria Häggkvist (* 8. September 1966 in Hägersten bei Stockholm), bekannt unter dem Künstlernamen Carola, ist eine schwedische Popsängerin und Songschreiberin, die in ihrer Heimat mit neun Nummer-eins-Alben zu den erfolgreichsten Sängerinnen gehört. Auch in Norwegen ist sie sehr populär. International wurde sie durch drei Teilnahmen beim Eurovision Song Contest bekannt. Mit Fångad av en stormvind gewann sie den Eurovision Song Contest 1991.

## Karriere
Carola fing schon als Kind mit dem Singen an. Sie nahm Gesangsunterricht und erfolgreich an vielen Nachwuchswettbewerben teil. Im Anschluss daran wurden ihr zahlreiche Fernsehauftritte ermöglicht. Zur Zeit des großen Durchbruchs 1983 besuchte sie das Stockholmer Musikgymnasium „Adolf Fredriks musikklasser“. Sie gelangte in Schweden 1983 zu erster Bekanntheit mit dem Schlager Främling, mit dem sie Dritte beim Eurovision Song Contest 1983 wurde. Die englische Version Love Isn’t Love erreichte in Deutschland Platz 68 der Singlecharts, während die niederländische Fassung Je ogen hebben geen geheimen Platz vier in den Niederlanden erreichte. Das Album Främling ist mit rund einer Million verkauften Einheiten bis heute das meistverkaufte Album in Schweden. 1986 veröffentlichte sie das englischsprachige Album Runaway, das von Maurice Gibb produziert wurde.
1990 war sie Zweite in der schwedischen Vorentscheidung zum Eurovision Song Contest mit dem Titel Mitt i ett äventyr. Während des Auftritts beim „Melodifestivalen“ wurde die Ausstrahlung im TV aufgrund technischer Probleme unterbrochen. Mit Fångad av en stormvind gewann sie ein Jahr später den Eurovision Song Contest 1991. Die englische Fassung Captured by a Lovestorm war im Anschluss ein großer Hit in Schweden und ein kleiner Erfolg in den Benelux-Staaten sowie in Österreich. Einen weiteren Erfolg bescherte ihr 1995 eine Rolle im Musical The Sound of Music, in dem sie gemeinsam mit Tommy Körberg auftrat. 1999 veröffentlichte sie das Weihnachtsalbum Jul i Betlehem, das zum bestverkauften Album des Jahres in Schweden wurde. Seitdem erschienen weitere Weihnachtsalben, die Alben und auch die dazugehörigen Tourneen sind jedes Jahr sehr erfolgreich. Im Jahr 2002 spielte sie die Rolle der Fantine in dem Musical Les Misérables (Musical) am West End in London. 2003 veröffentlichte Carola, zu ihrem zwanzigjährigen Bühnenjubiläum, eine Best of Box mit ihren größten Hits, Guld, platina och passion: Det bästa med Carola, die Platz eins der schwedischen Albumcharts erreichte. Zeitgleich erschien das Album My Show.
Im Jahr 2006 vertrat sie Schweden erneut beim Eurovision Song Contest mit ihrem Song Invincible. In der nationalen schwedischen Vorausscheidung gewann sie zunächst eine der Vorrunden in Göteborg mit der schwedischen Version des Liedes, Evighet, und zog damit in das Finale am 18. März in Stockholm ein. Sie wurde im Vorfeld als Favoritin gehandelt und erhielt über 437.000 Telefonstimmen und damit rund 70.000 mehr als der Zweitplatzierte. Damit konnte sie das Finale vor der Gruppe BWO und Andreas Johnson für sich entscheiden, obwohl Letzterer von der Jury die meisten Punkte bekam. Am 18. Mai kam sie in Athen im Halbfinale auf Platz 4 (214 Punkte) und qualifizierte sich damit für die Endrunde. Sie belegte dort am 20. Mai den fünften Platz (170 Punkte). Mit den Plätzen drei, eins und fünf zählt sie zu den erfolgreichsten Teilnehmenden in der Geschichte des Eurovision Song Contests.
Im Vorfeld des Eurovision Song Contest 2006 machte Carola durch negative Kommentare über Homosexuelle von sich reden. Carola, die als gläubige Christin gilt, griff den Einfluss der „Homolobby“ beim Song Contest an und sagte in anderen Gesprächen, dass Homosexualität „heilbar“ sei. Gegenüber einer schwedischen Zeitung sagte sie unter anderem: „Wenn jemand aufrichtig genug betet, so kann dieser von seiner Homosexualität erlöst werden.“ Da der Eurovision Song Contest unter Homosexuellen sehr beliebt ist, war die Entrüstung unter den Fans über Carolas Aussage umso größer. Sie wurde als „Donna Summer des Eurovision Song Contest“ bezeichnet. Carola selbst versuchte stets, in Pressekonferenzen während des Song Contests, die Vorwürfe zu entkräften, und argumentierte, sie hätte jene Aussage so nicht getroffen. Die Wut unter den Fans des Eurovision Song Contests blieb jedoch ungezähmt. Fraglich ist jedoch, ob sie die Aussage wirklich so getroffen hat, denn sie selbst lebte in den 1980er Jahren in einer Beziehung mit einer Frau, sodass es hier durchaus zu Widersprüchen kommt.
Ebenfalls im Mai 2006 erschien in Skandinavien ihr Album Från nu till evighet, welches sich in Finnland, Norwegen und Schweden in den Charts platzieren konnte. In Schweden erreichte die CD bereits zwei Tage nach Veröffentlichung Platin-Status. Im Juli 2006 startete Carola eine große Tournee durch Schweden und nahm ein Duett mit Andrea Bocelli auf, das Because We Believe heißt. Im August 2006 wurde sie von den Fernsehzuschauern der beliebten Fernsehsendung Folktoppen zur besten Sängerin Schwedens gewählt.
Im Februar und März 2008 nahm Carola erneut am schwedischen Melodifestivalen teil, mit dem Ziel, Schweden beim Eurovision Song Contest in Belgrad zu vertreten. Sie sang im Duo mit Andreas Johnson den Titel One Love. Obwohl mit einer Direktqualifizierung des Titels für das schwedische Finale gerechnet wurde, konnte er sich in einer der Vorrunden nicht gegen die Konkurrenz durchsetzen.
2011 veröffentlichte sie mit Elvis, Barbra & jag ein Tributalbum an Elvis Presley und Barbra Streisand. Zwei Jahre später präsentierte sie im Finale des Melodifestivalen 2013 eine neue, modernisierte Dance-Pop-Version von Främling zum 30-jährigen Jubiläum des Titels. Im Herbst 2014 nahm Carola an der fünften Staffel von Så mycket bättre teil. 2016 veröffentlichte Carola ein weiteres Weihnachtsalbum und ging auf Tour. Ihre jährlichen Weihnachtskonzerte sind eine Tradition der Sängerin. Seit ihrem Umzug nach Sigtuna finden sie ausschließlich in Träladan, Nordeuropas größter Scheune, am Schloss Steninge statt. Aufgrund der feststehenden Location konnte sie ihre Show ausbauen und verwandelt die Scheune regelmäßig in ein Winterwunderland.
Durch die Corona-Pandemie wurde die Kulturbranche auch in Schweden nahezu lahmgelegt, weshalb sich Künstler nach Alternativen umschauen mussten. Carola veranstaltete Picknick- und Tapas-Konzerte, zusammen mit Joakim Holgersson, mit nur 50 Zuschauern im Publikum. Zeitgleich rief sie Carolas Place ins Leben, eine Ausstellung mit Preisen, Kostümen, Zeitungsartikeln und Merchandise. Meistens ließ sich die Sängerin persönlich blicken. Im Herbst 2020 fand Carolas Market-Place statt, wo sie Kleidung, Dekorationsartikel und Bücher für einen guten Zweck verkaufte.
Im Frühjahr 2021 nahm Carola an der TV4-Show „Let’s Dance“ in Schweden teil. Mit ihrem Tanzpartner Tobias Karlsson galten sie als große Favoriten auf den Titel, jedoch musste sie aus gesundheitlichen Gründen die Show vorzeitig verlassen. Zeitgleich wurde die Dokumentation „Amadeus – mer än en son“ im schwedischen Fernsehen gesendet, worin ihr Sohn seine musikalische Karriere aufnimmt und seiner Mutter Carola erstmals von seinem Vorhaben berichtet.
Im Spätsommer 2021 fanden drei Open-Air-Konzerte mit jeweils 500 Gästen auf Öland und in Sigtuna statt. Das Konzert auf Öland wurde vom schwedischen Königshaus ausgerichtet, dessen Mitglieder ebenfalls Gäste des Konzertes waren.
Im Spätsommer 2022 spielte sie bisher einmalig ihr selbst geschriebenes Musical „Maria Magdalena“ in Norwegen.
Carola gilt in ihrem Heimatland als Weihnachten in Person, da sie nahezu jedes Jahr sehr außergewöhnliche Weihnachtskonzerte gibt. Mal in einer Scheune, in einer Kirche oder doch in großen Stadien...Die Konzerte sind stets nahezu ausverkauft. 2022 ging sie mit Måns Zelmerlöw, ebenfalls ESC-Sieger, auf große Schweden-Tour „A Grand X-Mas“ und sie veröffentlichten ein gemeinsames Weihnachtslied „Let’s sing“. Das Lied erreichte schnell internationales Interesse und wurde in verschiedenen Ländern in den Radios gespielt.
2023 ist das große Carola Jahr – 40 Jahre Främling! Um ihr 40-jähriges Jubiläum gebührend zu feiern, geht sie gleich 4 Mal auf Tour – 4Faces (Rock, Pop, Musical und Gospel) – 4 Jahrzehnte und Musikstile, die ihre Karriere prägten. Am 27. Mai 2023 fand ihr größtes Jubiläumskonzert in der Avicii Arena in Stockholm statt, das ab dem 24. November 2023 auch in den schwedischen Kinos ausgestrahlt wird.
Als Höhepunkt wurde ihr im Rahmen ihres vorletzten Gospel-Konzertes eine Medaille „Illis quorum meruere labores“ von der Regierung verliehen, die ihr von der Kulturministerin Parisa Liljestrand überreicht wurde. Die Medaille erhielt sie für ihr Engagement für ihre langjährigen erfolgreichen Leistungen als Künstlerin. Die Medaille wurde 1785 von König Gustaf III. gestiftet und ist eine der prestigeträchtigsten Auszeichnungen Schwedens. Sie wird an Personen verliehen, die sich um kulturelle, wissenschaftliche und andere gemeinnützige Zwecke verdient gemacht haben.
Gekrönt wird ihr Jahr wieder mit einem Weihnachtskonzert „A Gospel Jul“ im Scandinavium in Göteborg am 16. Dezember 2023. Hier werden sowohl Gospel und Kinderchöre als auch Ballerina Elsa Hildebrandt zugegen sein.

## Privat
Carola Häggkvist wurde am 8. September 1966 als zweite Tochter von Anita und Janne Häggkvist geboren. Sie nahm schon sehr früh an Gesangswettbewerben teil. Im Alter von elf Jahren meldete ihre Schwester Susanne sie bei einer Talentshow an, worauf ihre ersten TV-Auftritte mit „Krokodilbarnets klagan (deutsch: Die Klage des Krokodilkindes)“ folgten. Sie verfolgte stets ihre Träume und nahm an weiteren Talentwettbewerben teil. Bei Bibelstudien in Norwegen lernte sie den Prediger Runar Søgaard 1987 kennen, den sie später heiratete. 1998 kam der gemeinsame Sohn, Amadeus Josef Søgaard, zur Welt. Die Ehe wurde im Jahr 2000 geschieden.
Carola adoptierte 2012 die im Jahr 2009 geborene, aus Afrika stammende Zoe Maria Anita Häggkvist.
Im Jahr 2019 wurde die längere Beziehung zwischen Carola und Jimmy Källqvist beendet.

## Mitwirkung Eurovision Song Contest und Vorentscheidungen
Häggkvist nahm fünfmal beim Schwedischen Vorentscheid zum Eurovision Song Contest teil. Dreimal konnte sie diesen gewinnen und nahm dreimal am Eurovision Song Contest teil, davon waren alle Beiträge im Finale. Sie gewann den Song Contest einmal. Zweimal war sie außerdem am Song Contest nicht als Teilnehmerin beteiligt.

### Als Teilnehmerin
| Jahr |                      | Titel                  | Land     | Sprache                                         | Platz Vorentscheidung | Platz ESC | Deutsche Charts | Schwedische Charts | Norwegische Charts |
| ---- | -------------------- | ---------------------- | -------- | ----------------------------------------------- | --------------------- | --------- | --------------- | ------------------ | ------------------ |
| 1983 | Carola               | Främling               | Schweden | Schwedisch                                      | 1                     | 3         | 68a             | 5                  | 1                  |
| 1990 | Carola               | Mitt i ett äventyr     | Schweden | Schwedisch                                      | 2                     | –         | –               | 5                  | –                  |
| 1991 | Carola               | Fångad av en stormvind | Schweden | Schwedisch                                      | 1                     | 1         | –               | 3                  | 6                  |
| 2006 | Carola               | Evighet / Invincible   | Schweden | Schwedisch (Vorentscheid) Englisch (ESC-Finale) | 1                     | 5         | –               | 1                  | 8                  |
| 2008 | Johnson & Häggkvistc | One Love               | Schweden | Englisch                                        | Andra chansenb        | –         | –               | 11                 | –                  |

a Die Platzierung in den deutschen Charts erreichte die englische Fassung Love Isn’t Love. Diese Version erreichte auch Platz sieben in Belgien.
b One Love hatte im zweiten Halbfinale den dritten Platz erreicht und musste daher in die Zweite-Chance-Runde „Andra chansen“. Dort kam es zum Duell mit dem Duo Nordman, das dieses für sich entscheiden konnte.
c Sowohl beim Melodifestivalen 2008 als auch auf der Singleveröffentlichung wurden Andreas Johnson und Carola Häggkvist nur mit ihrem Nachnamen genannt.

### Sonstige Mitwirkung
Carola Häggkvist ist beim Eurovision Song Contest eine bekannte Persönlichkeit und war somit auch in der Vergangenheit außerhalb ihrer Teilnahmen präsent.

#### Intervallbeitrag ESC 2013
Im Finale des Eurovision Song Contests 2013 in Malmö nahm Häggkvist am Intervallstück Swedish Smörgåsbord von Petra Mede teil. Sie begann ihren Titel Fångad av en stormvind an zu singen und tat nach wenigen Sekunden so, als würde sie von einer Windmaschine von der Bühne geblasen. Damit nahm sie selbstironisch Bezug zu ihrem Auftritt 2006 mit Invincible, bei dem ein starker Einsatz der Windmaschine für Aufsehen gesorgt hat.

#### Furore bei Punktevergabe ESC 2021
Beim Eurovision Song Contest 2021 verlas sie die Punkte der Schwedischen Jury. Für Furore sorgte eine Panne. Zu Beginn der Schalte von Rotterdam nach Stockholm war eine Hand vor Häggkvist zu sehen, die ihr auffälliges Kleid im Bereich des Dekolleté zurecht rückte. Für Unruhe in der Arena sorgte zudem ihr im Vergleich zu anderen Punktesprechern sehr langer Wortbeitrag, bei dem sie sich aufgrund von falschem Ablesen am Teleprompter nicht nur mehrfach verhaspelte, sondern auch Teile ihrer Lebensgeschichte erzählte, was für die Punktevergabe irrelevant war.

## Diskografie

### Alben
| Jahr | Titel                                     | Höchstplatzierung, Gesamtwochen, AuszeichnungChartplatzierungen (Jahr, Titel, Platzierungen, Wochen, Auszeichnungen, Anmerkungen) | Höchstplatzierung, Gesamtwochen, AuszeichnungChartplatzierungen (Jahr, Titel, Platzierungen, Wochen, Auszeichnungen, Anmerkungen) | Anmerkungen                            |
| Jahr | Titel                                     | SE | NO | Anmerkungen                            |
| ---- | ----------------------------------------- | --- | --- | -------------------------------------- |
| 1983 | Främling                                  | SE1 (12 Wo.)SE | NO2 (28 Wo.)NO |                                        |
| 1983 | Julefrid med Carola                       | SE37 (1 Wo.)SE | NO12 (3 Wo.)NO | EP in Schweden erst 2020 in den Charts |
| 1984 | Steg för steg                             | SE1 (6 Wo.)SE | NO2 (13 Wo.)NO |                                        |
| 1984 | På egna ben                               | SE5 (3 Wo.)SE | NO10 (8 Wo.)NO |                                        |
| 1986 | Runaway                                   | SE2 (6 Wo.)SE | NO9 (4 Wo.)NO |                                        |
| 1990 | Much More                                 | SE16 Gold · (5 Wo.)SE | — |                                        |
| 1991 | Hits                                      | SE20 Gold · (4 Wo.)SE | — |                                        |
| 1991 | Jul                                       | SE15 Platin · (5 Wo.)SE | — |                                        |
| 1993 | My Tribute                                | SE21 Gold · (9 Wo.)SE | — |                                        |
| 1994 | Personligt                                | SE14 Gold · (11 Wo.)SE | — |                                        |
| 1995 | Sound of Music                            | SE15 Gold · (9 Wo.)SE | — | mit Tommy Körberg                      |
| 1996 | Hits Vol. 2                               | SE50 (2 Wo.)SE | — |                                        |
| 1997 | Det bästa av Carola                       | SE40 (4 Wo.)SE | — |                                        |
| 1998 | Blott en dag                              | SE24 (9 Wo.)SE | NO32 (6 Wo.)NO |                                        |
| 1999 | Jul i Betlehem                            | SE1 ×2Doppelplatin · (49 Wo.)SE                                                                                                   | NO6 (8 Wo.)NO |                                        |
| 2001 | Sov på min arm – sånger för stora och små | SE1 Gold · (22 Wo.)SE | NO18 (4 Wo.)NO |                                        |
| 2001 | My Show                                   | SE6 Gold · (15 Wo.)SE | — |                                        |
| 2003 | Guld platina & passion – det bästa        | SE1 ×4Vierfachplatin · (66 Wo.)SE                                                                                                 | NO5 (7 Wo.)NO |                                        |
| 2004 | Credo                                     | SE2 Gold · (16 Wo.)SE | — |                                        |
| 2005 | Störst av allt                            | SE1 Gold · (24 Wo.)SE | NO16 (4 Wo.)NO |                                        |
| 2005 | Guld platina & passion – det mesta        | SE44 (2 Wo.)SE | — |                                        |
| 2006 | Från nu till evighet                      | SE1 Platin · (16 Wo.)SE | NO25 (2 Wo.)NO |                                        |
| 2007 | I denna natt blir världen ny              | SE1 Platin · (10 Wo.)SE | NO12 (7 Wo.)NO |                                        |
| 2008 | Främling 25 år                            | SE2 Gold · (7 Wo.)SE | — |                                        |
| 2008 | 25 år som artist / Aftonbladet            | SE— ×2DoppelplatinSE | — |                                        |
| 2009 | Christmas in Bethlehem                    | SE4 Platin · (8 Wo.)SE | NO36 (3 Wo.)NO |                                        |
| 2011 | Elvis, Barbra & jag                       | SE1 (9 Wo.)SE | — |                                        |
| 2013 | Drömmen om Julen                          | SE6 Gold · (14 Wo.)SE | — |                                        |

### Singles
| Jahr | Titel Album                                      | Höchstplatzierung, Gesamtwochen, AuszeichnungChartplatzierungen (Jahr, Titel, Album, Platzierungen, Wochen, Auszeichnungen, Anmerkungen) | Höchstplatzierung, Gesamtwochen, AuszeichnungChartplatzierungen (Jahr, Titel, Album, Platzierungen, Wochen, Auszeichnungen, Anmerkungen) | Anmerkungen                                              |
| Jahr | Titel Album                                      | SE | NO | Anmerkungen                                              |
| ---- | ------------------------------------------------ | --- | --- | -------------------------------------------------------- |
| 1983 | Främling                                         | SE5 (4 Wo.)SE | NO1 (9 Wo.)NO |                                                          |
| 1983 | Hunger Främling                                  | SE3 (6 Wo.)SE | NO7 (4 Wo.)NO |                                                          |
| 1984 | Julefried med Carola                             | SE8 (1 Wo.)SE | — |                                                          |
| 1984 | Tommy Loves Me With Love                         | SE10 (5 Wo.)SE | NO9 (1 Wo.)NO |                                                          |
| 1984 | Carola så in i Norden –                          | SE16 (1 Wo.)SE | — |                                                          |
| 1985 | Don’t Tell Me What to Do –                       | SE19 (1 Wo.)SE | — |                                                          |
| 1986 | The Runaway Runaway                              | SE3 (6 Wo.)SE | — |                                                          |
| 1990 | Mitt i ett äventyr –                             | SE5 (4 Wo.)SE | — |                                                          |
| 1990 | The Girl Who Had Everything Much More            | SE15 (4 Wo.)SE | — |                                                          |
| 1991 | Fångad av en stormvind –                         | SE3 Gold · (6 Wo.)SE | NO6 (1 Wo.)NO |                                                          |
| 1991 | Jul, Jul strålande Jul Jul                       | SE28 (23 Wo.)SE | — | Charteinstieg in SE erst 2013                            |
| 1993 | Mixade minnen –                                  | SE16 (3 Wo.)SE | — |                                                          |
| 1994 | Det kommer dagar Personligt                      | SE29 (2 Wo.)SE | — |                                                          |
| 2002 | I Believe in Love My Show                        | SE13 (15 Wo.)SE | — |                                                          |
| 2006 | Evighet Från nu till evighet                     | SE1 Gold · (24 Wo.)SE | NO8 (3 Wo.)NO |                                                          |
| 2006 | Invincible Från nu till evighet                  | SE29 (4 Wo.)SE | — |                                                          |
| 2007 | I denna natt blir världen ny –                   | SE41 (4 Wo.)SE | — |                                                          |
| 2008 | Lucky Star –                                     | SE13 (6 Wo.)SE | — | Johnson & Häggkvist                                      |
| 2008 | One Love –                                       | SE11 (8 Wo.)SE | — | Johnson & Häggkvist                                      |
| 2010 | Det är bara vi –                                 | SE20 (3 Wo.)SE | — |                                                          |
| 2011 | Nu tändas tusen juleljus –                       | SE29 (18 Wo.)SE | — |                                                          |
| 2014 | Tell Me This Night Is Over –                     | SE36 Gold · (3 Wo.)SE | — |                                                          |
| 2014 | Sjung halleluja (och prisa gud) –                | SE48 Gold · (1 Wo.)SE | — |                                                          |
| 2016 | Vår dröm om julen –                              | SE75 (2 Wo.)SE | — |                                                          |
| 2017 | När det lider mot jul (Det strålar en stjärna) – | SE57 (2 Wo.)SE | — |                                                          |
| 2017 | Vintersång –                                     | SE68 (2 Wo.)SE | — |                                                          |
| 2020 | Säg mig var du står –                            | SE2 ×3Dreifachplatin · (55 Wo.)SE | — | Erstveröffentlichung: 28. August 2020 feat. Zara Larsson |

Weitere Lieder
- Make a Change (2015; geschrieben mit Amadeus Søgaard)
- Let It In (2018)
- The Day I Die (I Want You to Celebrate) (aus Så mycket bättre, 2019)
- You Are the Beginning (aus Så mycket bättre, 2019)
- Brevet från lillan (aus Så mycket bättre, 2019)
- O Come, All Ye Faithful (mit Mariette, 2019)
- Vem av oss förstår (2020)
- Pray for Peace (2020)

### Videoalben
- 2003: Jubileumsshowen (SE: Platin)